# Michael Wexionius

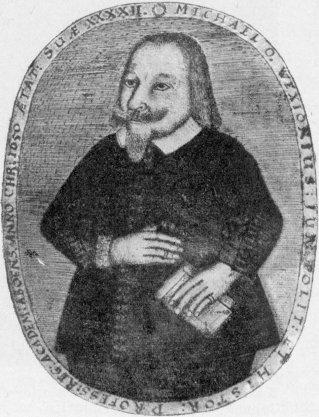
Mikael Wexionius

Michael Wexionius (finn. Mikael, ab 1650 mit dem Adelsnamen Gyldenstolpe, * 16. Februar 1609 in Pjätteryd, Provinz Kronobergs län; † 28. Juni 1670 in Turku) war ein aus Schweden stammender finnischer Historiker und Rechtswissenschaftler, der mit seinem Werk auch einen wichtigen Beitrag zur Entstehung der Finnougristik leistete.

## Leben
Wexionius besuchte die Kathedralschule in Växjö – daher der Name „Wexionius“ – und wurde 1626 an der Universität Uppsala immatrikuliert. Nachdem er dort 1632 den Magister erlangt hatte, ging er zum weiteren Studium nach Deutschland und in die Niederlande. 1634 wurde er an der Universität Marburg immatrikuliert, 1636 an der Universität Leiden. Darüber hinaus besuchte er die Universitäten von Wittenberg, Groningen und Amsterdam.
1638 wurde er zunächst Rektor an seiner alten Schule in Växjöm bevor er vermutlich durch Unterstützung von Axel Oxenstierna erster Dekan der philosophischen Fakultät an der 1640 gegründeten Akademie zu Turku wurde, der Vorläuferin der heutigen Universität Helsinki. Wexionius war zunächst Professor für Politik und Geschichte, nach seiner Promotion ab 1647 auch für Rechtswissenschaft. 1657 wurde er Assessor am Turkuer Hofgericht, woraufhin seine Professur von seinem Bruder Olof Wexenius übernommen wurde, der vorher an der Universität Tartu Professor war.
1650 wurde Michael Wexionius in den schwedischen Adelsstand erhoben und erhielt den Namen Gyldenstolpe.

## Werk
Wexionius‘ Abhandlung über die kluge Staatsführung von 1642 war die erste in Finnland verteidigte Dissertation und das erste in Finnland gedruckte Buch. Als weitgereister Mann, der Deutsch und Französisch beherrschte, war er ein geschätzter Ratgeber, dessen juristischen und historischen Schriften einflussreich waren. Mit seinen modernen Überblicken über Land und Leute galt er als „einer der führenden Enzyklopädisten der Zeit“.
Bedeutend für die vergleichende Sprachforschung war, dass er in seiner Monografie von 1650 und damit noch vor Fogelius einige ostseefinnische Sprachen und das Samische behandelte und ihre Verwandtschaft feststellte. Dabei kam er auch zu einer korrekten Einschätzung der gegenseitigen Nähe der ostseefinnischen Sprachen: „Das Karelische steht dem Finnischen näher als das Estnische; dem Estnischen wiederum steht das Livische näher als dem Finnische.“

## Bibliografie
- Discursus politicus de prudentia. Abogiæ 1642. [20 S.]
- Epitome descriptionis Sueciae, Gothiae, Fenningiae, et subjectarum provinciarum. Aboæ 1650. [552 S.]
- Politica, ad modernum imperij Sueo-gothici statum accomodata. Aboæ 1657. 559 S.